# Neopodoctis
Genre
Neopodoctis est un genre d'opilions laniatores de la famille des Podoctidae.

## Distribution
Les espèces de ce genre sont endémiques du  Sri Lanka.

## Liste des espèces
Selon World Catalogue of Opiliones (11/07/2021) :
- Neopodoctis ceylonensis Roewer, 1912
- Neopodoctis taprobanicus (Hirst, 1912)

## Publication originale
- Roewer, 1912 : « Die Familien der Assamiiden und Phalangodiden der Opiliones-Laniatores. (= Assamiden, Dampetriden, Phalangodiden, Epedaniden, Biantiden, Zalmoxiden, Samoiden, Palpipediden anderer Autoren). » Archiv für Naturgeschichte, sér. A, vol. 78, no 3, p. 1–242 (texte intégral).